# Заподија (Бузау)
Заподија (рум. Zăpodia) насеље је у Румунији у округу Бузау у општини Козиени. Oпштина се налази на надморској висини од 408 m.

## Становништво
Према подацима из 2002. године у насељу је живело 23 становника, од којих су сви румунске националности.